# Heizmannia aureochaeta
Heizmannia aureochaeta är en tvåvingeart som först beskrevs av George Frederick Leicester 1908.  Heizmannia aureochaeta ingår i släktet Heizmannia och familjen stickmyggor. Inga underarter finns listade i Catalogue of Life.